# Nagurus carinatus
Nagurus carinatus is een pissebed uit de familie Trachelipodidae. De wetenschappelijke naam van de soort is voor het eerst geldig gepubliceerd in 1905 door Dollfus.